# Rio Bourbre
O rio Bourbre é um rio localizado no sudeste da França na região do Ródano-Alpes, que corre nos departamentos de Isère (38) e Ródano (69). É afluente pela margem esquerda do rio Ródano.
Nos dois departamentos, atravessa 34 comunas
- Burcin (onde nasce), Châbons, Blandin, Virieu, Panissage, Chélieu, Chassignieu, Saint-Ondras, Le Passage, Fitilieu, Saint-André-le-Gaz, La Bâtie-Montgascon, Saint-Clair-de-la-Tour, Saint-Didier-de-la-Tour, La Tour-du-Pin, Saint-Jean-de-Soudain, Rochetoirin, Cessieu, Sérézin-de-la-Tour, Nivolas-Vermelle, Ruy, Bourgoin-Jallieu, L'Isle-d'Abeau, Vaulx-Milieu, Villefontaine, La Verpillière, Saint-Quentin-Fallavier, Chamagnieu, Satolas-et-Bonce, Colombier-Saugnieu, Tignieu-Jameyzieu, Charvieu-Chavagneux, Pont-de-Chéruy, Chavanoz (onde se junta ao rio Ródano).